# Godtfred Skjerne
Godtfred Skjerne, född 10 maj 1880 i Köpenhamn, död 3 maj 1955, var en dansk musikolog.
Skjerne studerade juridik och blev ämbetsman i finansministeriet. Vid sidan av detta ägnade han sig åt musik, dels klarinettspel under fadern, soloklarinettisten i Det Kongelige Kapel Carl Skjernes (1854–1927) vägledning, dels sång och särskilt musikhistoria under Angul Hammerich; studierna fortsattes och vidgades under talrika utlandsresor. 
Skjerne utgav Plutark's Dialog om Musiken (1909), H.C. Lumbye og hans Samtid (1912) och redigerade från 1917 tidskriften Musik till dess upphörande 1925 och publicerade i bland annat denna åtskilliga artiklar främst angående musik- och instrumenthistoria; i Musik inriktade han sig särskilt på ge upplysningar om utlandets musikliv och knyta kontakt med dess musikförfattare. Han var tillsammans med William Behrend redaktör för Aarbog for Musik, och skrev en rad artiklar i Dansk biografisk Haandleksikon.